# Perth Sheriff Court

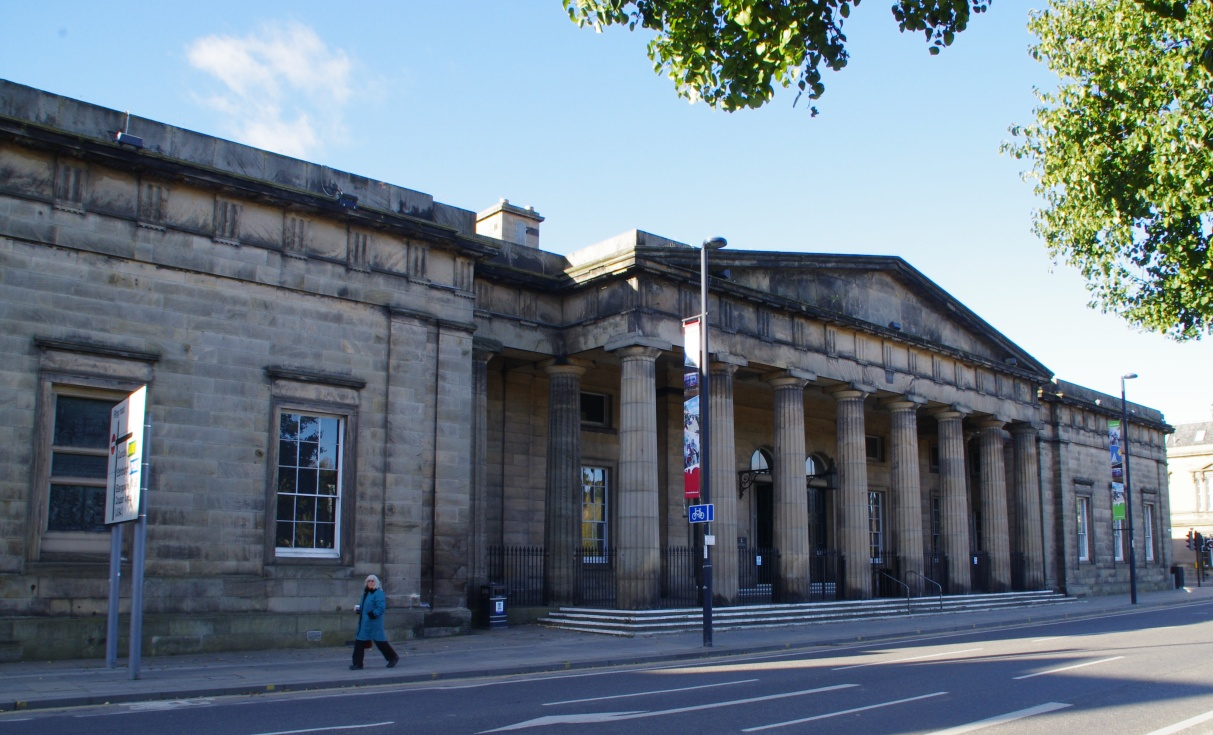
Perth Sheriff Court

Der Perth Sheriff Court ist das Justizgebäude der schottischen Stadt Perth in der Council Area Perth and Kinross. 1965 wurde das Bauwerk in die schottischen Denkmallisten in der höchsten Denkmalkategorie A aufgenommen.

## Geschichte
In den 1810er Jahren wurde die Errichtung des Justizgebäudes mit angeschlossenem Gefängnis als Ersatz für die alte Tolbooth ausgeschrieben. Hierzu reichten unter anderem sowohl Robert Reid als auch Robert Smirke Entwürfe ein. Man entschloss sich schließlich Reids Entwurf des Gefängnisses und Smirkes Entwurf des Justizgebäudes umzusetzen. Das 1819 fertiggestellte Gebäude sollte Smirkes einzige Ausführung eines öffentlichen Gebäudes in Schottland bleiben. Die Gesamtkosten beliefen sich auf 32.000 £. Das Gebäude beherbergte das Gericht sowie einen Ratssaal und zugehörige Amtsräume. 1867 überarbeitete David Smart den Innenraum. Ursprünglich existierte ein unterirdischer Gang zwischen Justizgebäude und Gefängnis, der mit Abbruch des Gefängnisses in den 1960er Jahren entfernt wurde.

## Beschreibung
Das Justizgebäude aus gelblichem Sandstein steht an der Tay Street (A989) am Ostrand des historischen Stadtzentrums. Es überblickt den Tay. Es zählt zu den herausragenden Beispielen klassizistischer Greek-Revival-Architektur in Schottland. Heute ist das einstöckige Justizgebäude weitgehend im Zustand der Renovierung in den 1860er Jahren erhalten. Die ostexponierte Hauptfassade ist 13 Achsen weit. Zentral tritt ein acht Säulen weiter dorischer Portikus aus der Fassade heraus. Die Säulen wurden ursprünglich für das Herrenhaus Broomhall in Fife entworfen, wurden dort jedoch nie ausgeführt. Der Portikus schließt mit einem Dreiecksgiebel. Darunter verläuft ein Triglyphenfries über die gesamte Länge der Fassade. Es sind vornehmlich 15-teilige Sprossenfenster verbaut. Das Dach ist mit grauem Schiefer eingedeckt.